# Anabolia lombarda
Anabolia lombarda là một loài Trichoptera trong họ Limnephilidae. Chúng phân bố ở miền Cổ bắc.